# Porcellio pelseneeri
Porcellio pelseneeri là một loài chân đều trong họ Porcellionidae. Loài này được Arcangeli miêu tả khoa học năm 1936.